# Counter-Strike: Source
Counter-Strike: Source (скорочується до CS: Source або CS:S) — багатокористувальницький командний тактичний шутер від першої особи, розроблений Valve та Turtle Rock Studios. Це повний ремейк Counter-Strike з використанням рушія Source. Як і в оригіналі, в Counter-Strike:Source команда контртерористів бореться проти команди терористів в серії раундів. Кожен раунд виграється або виконавши мету (наприклад, вибухом бомби чи порятунком заручників), або шляхом знищення всіх членів ворожої команди.

## Ігровий процес

Одна з карт гри (cs_compound)

Як і в оригінальній версії гри, в Counter-Strike: Source одна одній протистоять команда контртерористів (CT, спецназу) і команда терористів (T) у серії раундів.
Кожен раунд виграється за допомогою виконання певної місії, такої як підрив бомби або порятунок заручників або після знищення всіх членів ворожої команди.
Ігровий процес аналогічний такому в Counter-Strike. Більшість видів зброї також ідентичні Counter-Strike за винятком щита, який був доступний лише контртерористам.

### Типи гри
Всі карти гри на початку назви містять літерний індекс, що позначає їхню належність до конкретного типу гри:
- Hostage Rescue («Порятунок заручників»)

Метою гри є виведення заручників (для CT) та його утримання (для T) чи повне знищення ворога. CT виграють, якщо до закінчення часу раунду встигнуть довести всіх заручників до зони порятунку, а якщо будуть виведені не всі — переможуть терористи. При порятунку заручника всім гравцям передається голосове повідомлення "Hostage has been rescued", а при порятунку всіх заручників виводиться відповідне повідомлення на екран. Щоб змусити слідувати заручника за собою, гравець CT повинен натиснути Use, перебуваючи поруч із заручником (при цьому слова, які вимовляють заручники, добре чути на великій відстані). Щоб заручник перестав слідувати за CT, гравець повинен знову натиснути Use. На відміну від терористів, гравець CT може штовхати заручників, якщо ті блокують його. Якщо заручник відстав, до нього потрібно знову підійти і натиснути Use. Під час перебування в зоні порятунку у гравців CT зліва з'являється значок зони евакуації.
- Bomb defusal («Замінувати/Знешкодити»)

Карти тільки цього сценарію використовуються на всіх великих чемпіонатах через більший дисбаланс сторін на картах інших сценаріїв.
Завданням для команди терористів є підрив бомби у певному місці, яких на збалансованих картах зазвичай два. Бомбу несе один із гравців команди (bomber), але може її скинути як звичайна зброя. У гравця, який несе бомбу, вона відображається на спині, а наявність бомби відображається ліворуч на екрані відповідним значком. У момент закладки всім гравцям обох команд передається повідомлення «The bomb has been planted». CT має можливість скоротити час розмінування бомби, купивши саперний набір, з яким воно становить 5 секунд (без нього — 10 секунд). Час закладання бомби становить лише 3 секунди.

### Карти
Всі класичні карти з оригінальної гри були відтворені заново з урахуванням нових можливостей ігрового рушія: підвищена деталізація за рахунок якісніших текстур і моделей. У першій версії гри кількість карт була невелика, але пізніше розробники додали за допомогою системи Steam нові карти, розширюючи можливості гри.
У грі використовуються ремейки старих карт, а також кілька нових, створених розробниками спеціально для Source-версії. Існує 18 стандартних карт: 12 карт із закладкою бомби та 6 карт із захопленням заручників.
Додаткові карти також виробляються шанувальниками гри. За період існування гри було створено понад 28000 користувацьких карт. Існують і глобальні модифікації на основі Counter-Strike: Source, що змінюють стилістику гри та правила бою.

## Розробка та підтримка
Основною ідеєю розробників було перенесення оригінальної гри Counter-Strike на новий ігровий рушій, не зачіпаючи ігрову механіку оригіналу. Були перероблені хітбокси, покращено мережевий код і виправлені старі баги. Крім цього, було збільшено вдвічі (до 64) максимально допустиму кількість гравців на сервері.
У грі використовуються чіткіші текстури, середній розмір яких 512×512 пікселів (128×128 в оригіналі), а також детальніші тривимірні моделі. Широко використовуються можливості рушія, пов'язані з дзеркальними відбиттями — у зброї, забезпеченої оптичним прицілом, можна бачити навколишню обстановку (але не моделі інших гравців) ззаду гравця на лінзі прицілу, коли вона знаходиться в не наближеному стані.
Звукові ефекти тепер відповідають акустичним умовам, введено підтримку колонок 5.1 і 7.1. Нові можливості рушія допомогли зробити карти більш деталізованими: з'явилися пляшки, що валяються на землі, пакети, шини на які також діє фізична модель. Фізика польоту гранат, вибух, а також ефект від їх ураження змінено у бік більшої реалістичності.

### Випуск оновлень
Компанія Valve з моменту випуску гри періодично випускає оновлення за допомогою системи Steam. Як правило, вони є невеликими правками багів, але іноді виходять і великі оновлення.
23 червня 2010 року вийшло глобальне оновлення, що переводить гру на більш нову версію рушія Source, що додає підтримку Mac OS X, так звану «системи переваги», нові екрани статистики та загальної інформації, нове відображення закінчення раунду з цікавими фактами про гравця, нову кінематографічну камеру смерті та 145 досягнень. 
Деяким гравцям не сподобалося оновлення, внаслідок чого було започатковано збір петицій для повернення гри до попереднього стану. Групою ентузіастів була створена модифікація Counter-Strike: Source Classic, що представляє Counter-Strike: Source без цього оновлення, що працює як модифікація для Half-Life 2: Deathmatch.

## Відгуки та продажі
Влітку 2018 року, завдяки вразливості в захисті Steam Web API, стало відомо, що точна кількість користувачів Steam, які грали в гру хоча б один раз, становить 15 001 876 людей.

## Сиквел
У 2012 році було випущено наступну гру серії — Counter-Strike: Global Offensive. Ігровий процес там не змінив традиціям. Перша новина про розробку гри з'явилася разом з офіційним анонсом — 12 серпня 2011 року. Чутки про те, що компанія Valve, відповідальна за серію ігор Counter-Strike, розроблює нову частину гри (останньою на той момент основної ігрової серії, не рахуючи окремої версії, спрямованої на азійську аудиторію, була Counter-Strike: Source 2004 року) розповсюдилися кількома днями раніше.
В анонсі гри повідомлялося про те, що розробники обіцяють зберегти основи ігрового процесу «класичної» версії гри — Counter-Strike 1.6, а також додати нові карти для багатокористувацьких битв (серед яких будуть перероблені старі карти з поліпшеною графікою), моделі бійців і зброї. В числі інших удосконалень очікувались онлайнові таблиці рекордів і система автоматичного підбору суперників. Говорилось про те, що гра вийде на початку 2012 року, а в 2011 році вона буде продемонстрована на виставках PAX Prime і Eurogamer Expo. Гра розроблювалась для персонального комп'ютера з операційними системами Microsoft Windows і Mac OS X, і для ігрових консолей PlayStation 3 і Xbox 360 (там вона вийшла в онлайнових сервісах PlayStation Network і Xbox Live відповідно).
Деякі сайти припустили, що Counter-Strike: Global Offensive буде базуватися на останній версії ігрового рушія Source, власної розробки Valve, на якій побудовані всі останні ігри студії; але в офіційному анонсі не було ніяких уточнень, які б стосувалися технологічної частини<ref name="gg">R.B (12 серпня 2011). Counter-Strike: Global Offensive — официально (рос.). GameGuru. Архів оригіналу за 25 серпня 2012. Процитовано 15 серпня 2011. [Архівовано 2013-02-08 у Wayback Machine.]. Декілька великих сайтів опублікували «трейлер гри», якій насправді був перемонтованим любителем (зокрема, змінений надпис в кінці ролика) трейлером другої частини, Counter-Strike Online.